# Rocca San Giovanni
Rocca San Giovanni ist eine italienische Gemeinde mit 2307 Einwohnern (Stand 31. Dezember 2023) in der Provinz Chieti in den Abruzzen und ist Mitglied der Vereinigung I borghi più belli d’Italia (Die schönsten Orte Italiens) 
Die Gemeinde liegt etwa 27 Kilometer südöstlich von Chieti an der Adriaküste.

## Geschichte
Erstmals wurde die Gemeinde 1046 urkundlich erwähnt.

## Weinbau
In der Gemeinde werden Reben der Sorte Montepulciano für den DOC-Wein Montepulciano d’Abruzzo angebaut.

## Verkehr
Durch die Gemeinde führen die Autostrada A14, die Strada Statale 524 und die Strada Statale 16 Adriatica.

## Gemeindepartnerschaften
Rocca San Giovanni unterhält eine Partnerschaft mit der französischen Gemeinde Chaingy im Département Loiret.